# Aristida hunbertii
Aristida hunbertii là một loài thực vật có hoa trong họ Hòa thảo. Loài này được Bourreil mô tả khoa học đầu tiên năm 1969.